# Repičasta preobjeda
Repičasta preobjeda (znanstveno ime Aconitum napellus) je strupena rastlina, ki je v Sloveniji razširjena v Kamniško-Savinjskih Alpah.

## Opis
Repičasta preobjeda je zelnata trajnica, ki v višino doseže do 1 m. Stebla in listi so goli. Listi so zaobljeni, v premeru pa merijo med 5 in 10 cm. Sestavljeni so iz 5 do 7 delov, ki so med seboj ločeni z globokimi zajedami. Cvetovi so modro vijolične barve in imajo značilno čeladasto obliko. V višino merijo med 1 in 2 cm. 
Cela rastlina je močno strupena, zaradi česar so rastlino že v antičnih časih uporabljali za zastrupljevanje puščičnih konic pri lovu in v boju. Simptomi zastrupitve (pekoča usta, žeja, izguba okusa, mrzlici podoben drget mišic, bruhanje, driska, mišični krči, ...) se pokažejo zelo hitro, običajno prej kot v eni uri, v večjih količinah pa je smrt takojšnja. 20 do 40 ml tinkture je doza, pri kateri smrt nastopi v dveh do šestih urah.

## Podvrste
Flora Europaea priznava devet podvrst:
- Aconitum napellus subsp. napellus, jugozahodna Britanija
- Aconitum napellus subsp. corsicum (Gáyer) W.Seitz, Korzika
- Aconitum napellus subsp. firmum (Rchb.) Gáyer, centralna in vzhodna Evropa
- Aconitum napellus subsp. fissurae (Nyár.) W.Seitz, Balkan do jugozahodne Rusije
- Aconitum napellus subsp. hians (Rchb.) Gáyer, centralna Evropa
- Aconitum napellus subsp. lusitanicum Rouy, jugozahodna Evropa
- Aconitum napellus subsp. superbum (Fritsch) W.Seitz, zahodni Balkan
- Aconitum napellus subsp. tauricum (Wulfen) Gáyer, vzhodne Alpe, južni Karpati (po drugih virih[7][8] samostojna vrsta Aconitum tauricum)
- Aconitum napellus subsp. vulgare (DC.) Rouy & Foucaud, Alpe, Pireneji, severna Španija